# Параметр Гінзбурга-Ландау
Параметр Гінзбурга-Ландау — одна з характеристик надпровідника в рамках теорії Гінзбурга-Ландау, відношення лондонівської глибини проникнення до довжини когерентності: 
{\displaystyle \kappa ={\frac {\delta (T)}{\xi (T)}}},
де {\displaystyle \kappa } - параметр Гінзбурга-Ландау, {\displaystyle \delta } - лондонівська глибина проникнення, {\displaystyle \xi } - довжина когерентності. Усі величини залежать від температури T.
Параметр Гінзбурга-Ландау можна виразити через коефіцієнт {\displaystyle b} у рівнянні Гінзбурга-Ландау:
{\displaystyle \kappa ={\frac {mcb^{1/2}}{(2\pi )^{1/2}|e|\hbar }}},
де {\displaystyle m} - маса електрона, {\displaystyle c} - швидкість світла, {\displaystyle e} - елементарний електричний заряд, {\displaystyle \hbar } - зведена стала Планка.
Корисний також зв'язок параметра Гінзбурга-Ландау з критичним магнітним полем {\displaystyle H_{c}}: 
{\displaystyle \kappa =2{\sqrt {2}}{\frac {|e|}{\hbar c}}H_{c}(T)\delta ^{2}(T)}.
В залежності від значення параметра Гінзбурга-Ландау надпровідники діляться на класи. Для надпровідника I-го роду {\displaystyle \kappa <1/{\sqrt {(}}2)}, для надпровідника II-го роду {\displaystyle \kappa >1/{\sqrt {(}}2)}.